# Chiesa di San Giuseppe e Sant'Ignazio di Loyola

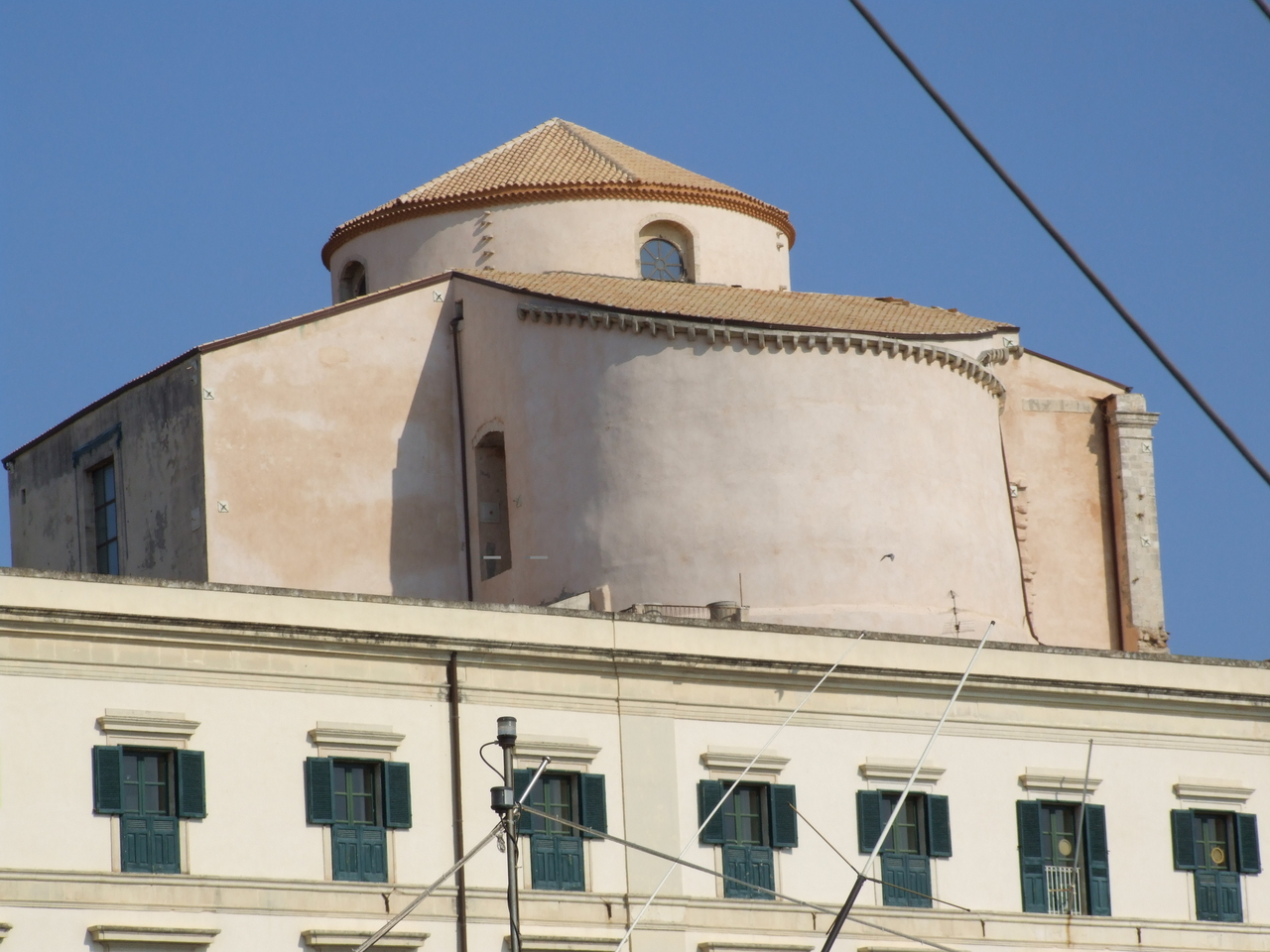
Cupola.

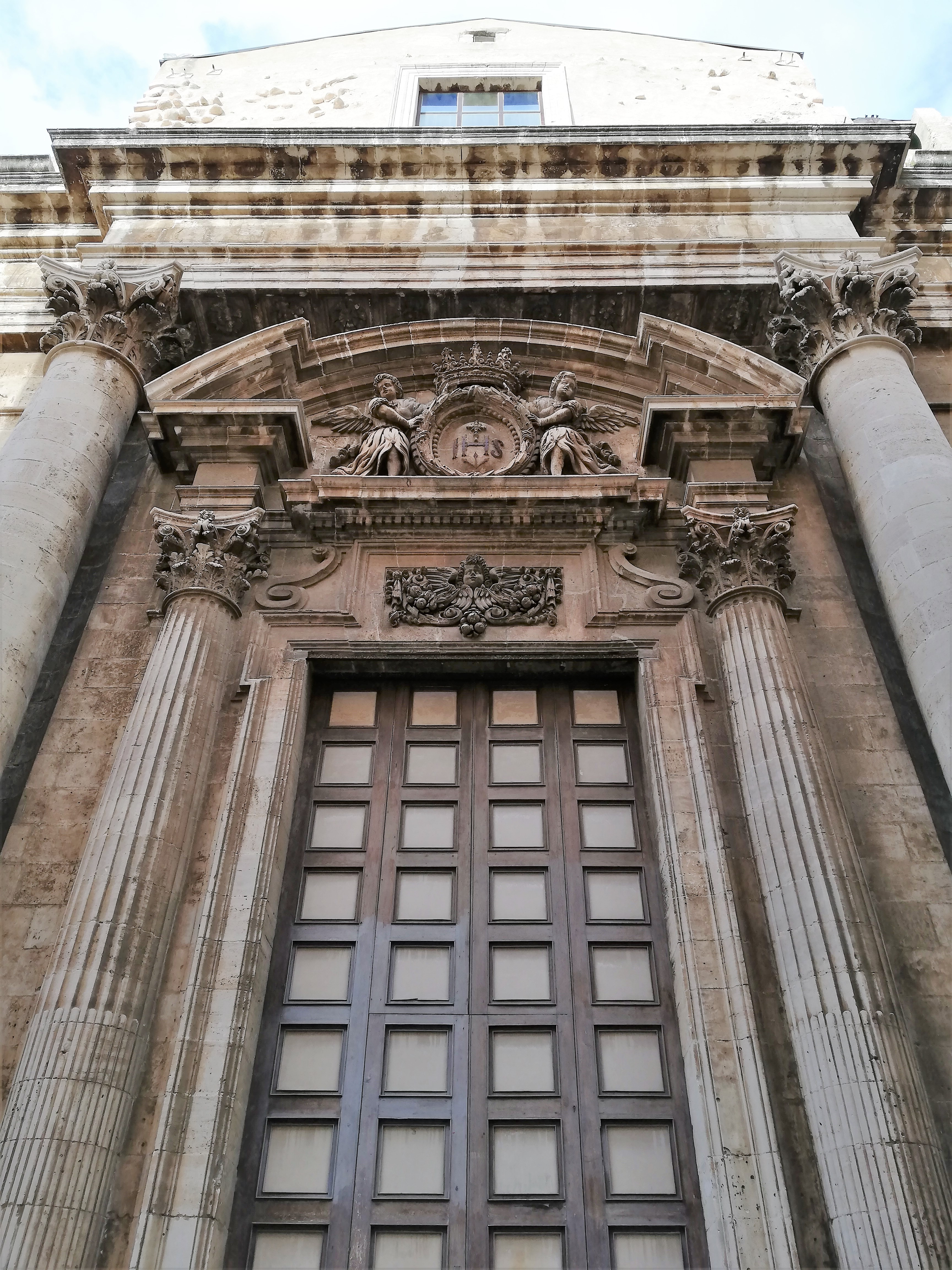
Portale.

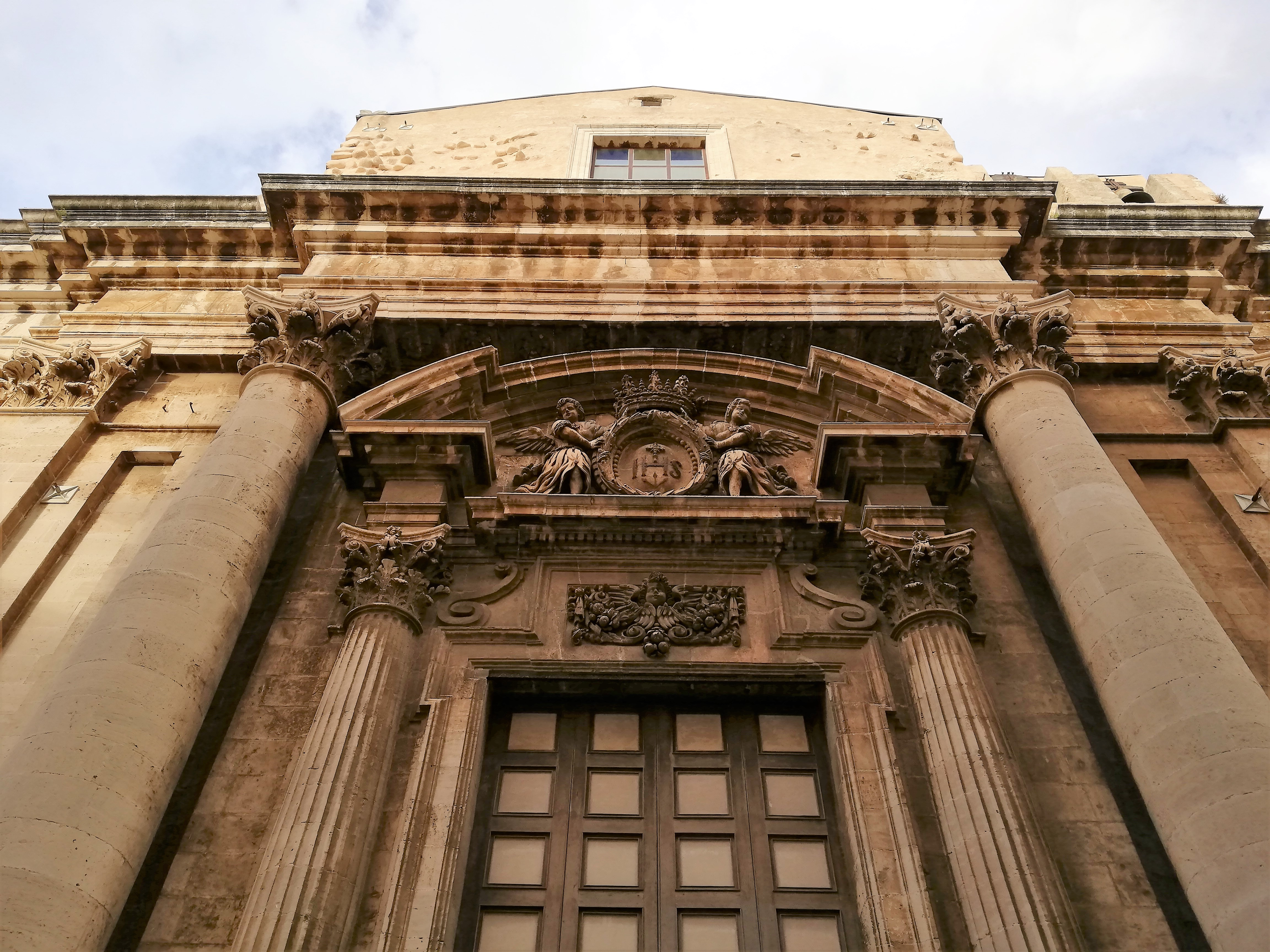
Portale.

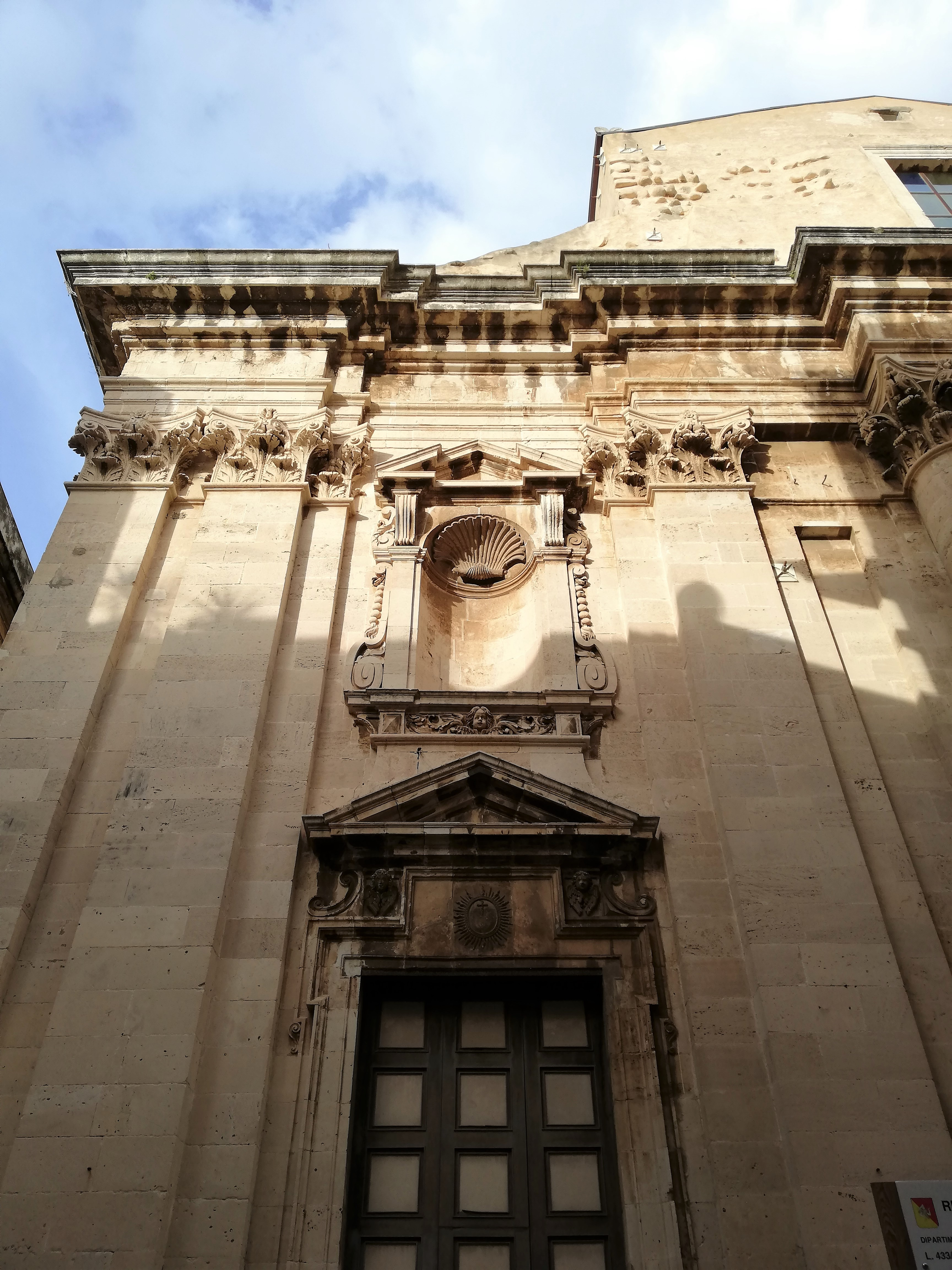
Portale laterale.

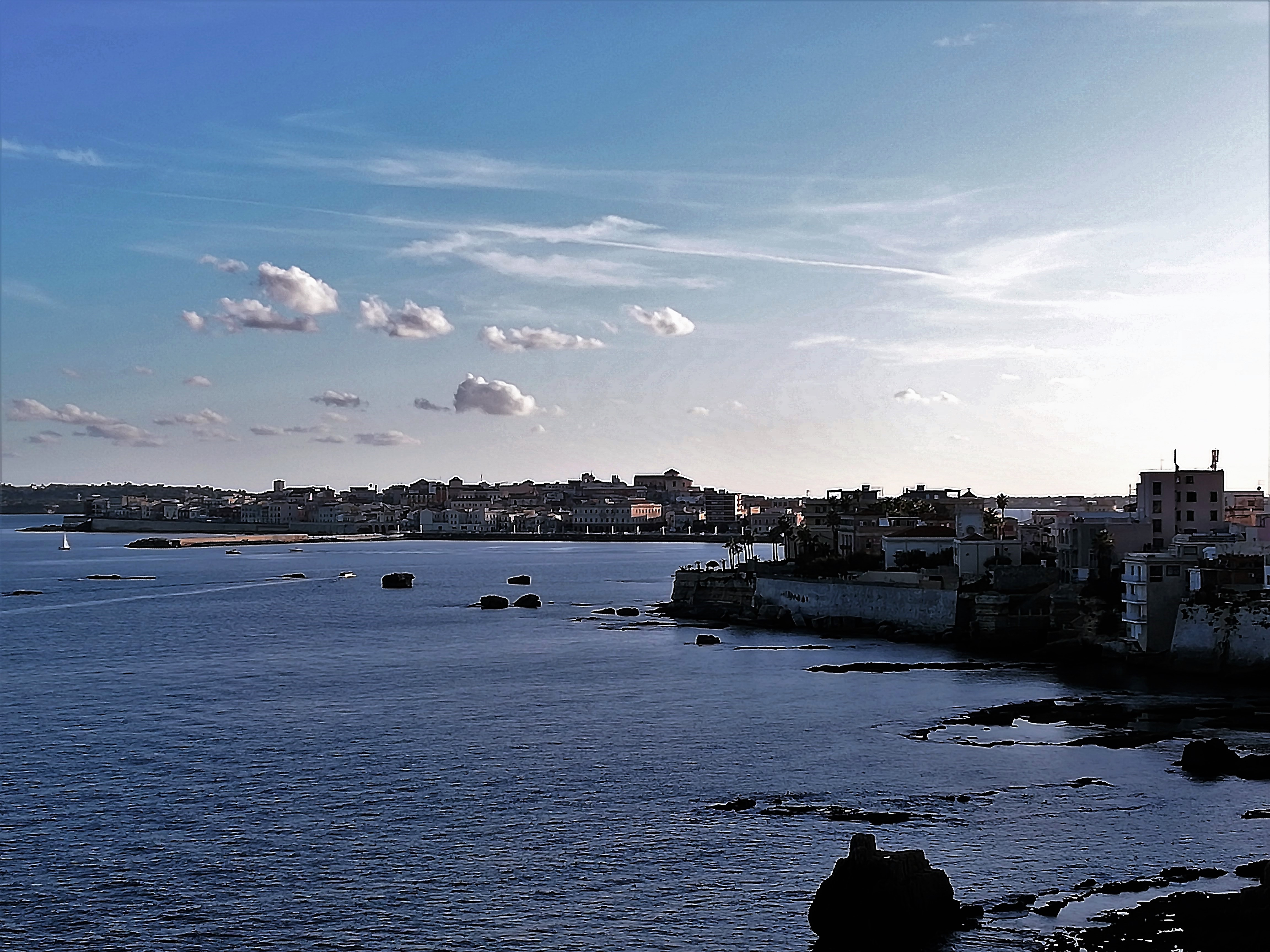
La chiesa nel panorama di Ortigia.

La chiesa di San Giuseppe e Sant'Ignazio di Loyola - altrimenti nota come chiesa del Collegio dei Gesuiti - con varie strutture costituivano il polo monumentale della Compagnia di Gesù con prospetto in via Saverio Landolina nel centro storico di Siracusa. Appartenente all'arcidiocesi di Siracusa, vicariato di Siracusa sotto il patrocinio di Santa Lucia, arcipretura di Siracusa, parrocchia della Natività di Maria Santissima.

## Storia

### Epoca spagnola
Il complesso gesuitico sorge sull'area un tempo parzialmente occupata dall'antica chiesa di San Giuseppe dei maestri d'ascia ubicata nel primitivo rione dell'Amalfitania a ridosso di Porta Marina. Dal punto di vista etimologico l'Amalfìtania indicava il quartiere marinaro deputato ad ospitare i navigatori o uomini di mare o commercianti (con espresso riferimento agli abitanti provenienti dai territori della repubblica marinara di Amalfi); i maestri d'ascia - la cui corporazione annoverava come santo protettore San Giuseppe falegname - erano appunto le maestranze dedite alla costruzione delle strutture e dei fasciami delle imbarcazioni.
Per la nuova chiesa di Siracusa tra 1647 e 1648 si commissionò a Roma - presso la sede generale dell'ordine - un costoso modello ligneo, probabilmente ispirato alla nuova e celebre fabbrica di Sant'Ignazio. Il completamento della chiesa è verosimilmente opera dell'architetto Francesco Bonamici da Lucca, che contemporaneamente si trovava a Siracusa per altre commissioni e che dirigeva i lavori della nuova chiesa gesuitica della Circoncisione di Nostro Signore di La Valletta a Malta.
La prima pietra fu posta il 31 luglio 1635 in coincidenza con la festa di Sant'Ignazio. Nel 1648 i padri con l'acquisizione di nuove proprietà ottennero il permesso di variare l'impianto, l'ingresso e quindi il prospetto della chiesa che dava prima su via Ruggero VII e su via Amalfìtania.
Per la costruzione si impiegarono 52 anni e i padri Gesuiti, come per tutte le realizzazioni della provincia siciliana, si adoperarono molto per abbellirla con marmi scelti, reclutando i più valenti e talentuosi artisti dell'isola. Dopo il devastante terremoto del 1693 il complesso monastico fu restaurato da Pompeo Picherali.
- 1767, Soppressione della Compagnia di Gesù.

### Epoca contemporanea
Da oltre venti anni il luogo di culto è chiuso. Sono in corso lavori di restauro per rendere fruibile la struttura ai fedeli e visitatori.

## Esterno
La facciata barocca si staglia su un breve sagrato delimitato da una monumentale inferriata in ferro battuto. Una teoria di gradini raccorda la sede stradale alla pavimentazione interna del tempio. Il prospetto è ripartito in due ordini per mezzo di un elaborato cornicione marcapiano dalla ricca madanatura: quello inferiore - più monumentale - è scandito da sei paraste recanti eleganti capitelli corinzi. Coppie binate in corrispondenza dei cantonali ed un elemento singolo per parte, separa il registro centrale dai due laterali.
Al centro il portale inquadrato da un doppio timpano: all'esterno colonne ioniche sostengono un massiccio architrave, all'interno due colonne corinzie sorreggono un timpano ad doppio arco sovrapposti, quello aggettante spezzato.
All'interno il varco d'ingresso centrale è caratterizzato da una elaborata porta lignea. Un bassorilievo intermedio delimitato da volute raffigura un volto di putto alato circondato da ghirlande e festoni fitomorfi. Sullo stesso asse al centro del timpano spezzato lo stemma a medaglione inghirlandato della Compagnia di Gesù col monogramma "IHS" sorretto da due angeli. I due portali laterali sono sormontati da timpani triangolari sovrastati da eleganti nicchie sormontate da piccoli timpani a triangolo sovrapposti - quello aggettante - spezzato.
Il corpo centrale del secondo ordine è incompleto: non presenta alcuna decorazione se non elementi di conci bugnati, un finestrone centrale, e una finestrella sotto le falde a capanna della copertura. 
Cupola. Due celle campanarie aperte in corrispondenza del piccolo varco destro.

## Interno
Impianto a croce latina ripartito in tre navate per mezzo di pilastri affiancati da dodici colonne di marmo grigio, due per pilastro. Tre cappelle per navata minore, due nei bracci del transetto e l'altare maggiore nell'abside per un totale di nove altari.

### Navata destra
- Prima campata: Cappella . Altare con dipinto.
- Seconda campata: Cappella .
- Terza campata: Cappella . Quadro.

### Navata sinistra
- Prima campata: Cappella del Santissimo Crocifisso. Ambiente con Crocifisso collocato su reliquiario.
- Seconda campata: Cappella della Madonna di Lourdes. Altare marmoreo con nicchia contenente statua raffigurante la Madonna di Lourdes.
- Terza campata: Cappella . Altare marmoreo con nicchia.

### Transetto
- Braccio transetto destro: Cappella di San Francesco Saverio. Altare con edicola contenente il dipinto raffigurante San Francesco Saverio, opera del 1714 del pittore Antonio Madiona.[2]
- Braccio transetto sinistro: Cappella di Sant'Ignazio di Loyola. Altare con grandiosa edicola opera degli scultori Domenico Battaglia e Giovanni Battista Marino, recante nella nicchia la splendida statua raffigurante Sant'Ignazio di Loyola, opera dello scultore palermitano Ignazio Marabitti del 1756. La sopraelevazione è costituita da coppie di colonne tortili che sorreggono un doppio ordine di timpani. A livello inferiore le sovrapposizione e le modanature di timpano ad arco spezzato accentuano il movimento aggettante della struttura, arricchita da mensola e stele intermedia sorretta da puttini, adorna di statue sdraiate sulle cimase, e angeli sui contrafforti.

### Presbiterio
Abside circolare delimitata da balaustra, altare maggiore in marmo grigio con uno splendido paliotto argenteo, quadro ovale e cantorie alle pareti laterali.
Esternamente pulpito in cornu evangelii in tarsie marmoree policrome.

## Altre opere
- San Giuseppe, olio su tela, opera di Antonio Madiona.[2]
- Martirio di Santa Lucia, olio su tela.
- Ultima Cena, olio su tela, opera di artista ignoto di scuola lombarda o veneta.[3]

## Sacrestia
Ambiente con rilevanti manufatti lignei.

## Cripta
Ambienti ipogei raggiungibili da via del Collegio preposti alla sepoltura dei religiosi. Oggi ospitano un'esposizione di pittura contemporanea.

## Compagnia di Gesù a Siracusa
A Siracusa furono fondate diverse Case ognuna delle quali con una funzione e una organizzazione ben precisa e distinta: la Casa Professa e il Collegio o Domus Studiorum. 

### Casa Professa
La prima Casa o Casa Madre o Casa Professa. La casa dei Gesuiti sorge dietro la chiesa è un sobrio ma grandioso edificio in stile barocco, le quattro ali si affacciano su un cortile interno.
Gli ambienti dopo la definitiva espulsione dei gesuiti e l'incameramento dei beni sono stati adibiti prima sede del tribunale cittadino, poi ufficio dell'esattoria e dei tributi, ancora destinati a caserma della Guardia di Finanza e uffici tributari di Siracusa e provincia.
Oggi ospitano alcuni uffici della Sovraintendenza ai Beni Culturali.

### Collegio
La seconda Casa o Domus Studiorum. Istituzione corsi di studi in umanità, grammatica latina e greca, poi corsi di teologia, matematica e filosofia, cicli di formazione sostenuti dal funzionamento di una ricca biblioteca.

### Altro
- Fondo Platamone.[1]